# Tuoro sul Trasimeno
Tuoro sul Trasimeno ist eine italienische Gemeinde mit 3778 Einwohnern (Stand 31. Dezember 2024) in der Provinz Perugia in Umbrien.

## Geografie

Die Lage der Gemeinde in der Provinz Perugia

Die Gemeinde liegt 309 Meter über dem Meeresspiegel am Nordufer des Trasimenischen Sees. Tuoro sul Trasimeno liegt ca. 30 km nordwestlich der Provinz- und Regionalhauptstadt Perugia und in der klimatischen Einordnung italienischer Gemeinden in der Zone E, 2 104 GR/G. Die Kirchen der Gemeinde gehören zum Erzbistum Perugia-Città della Pieve, mit Ausnahme von San Cristoforo a Piazzano.
Der Ort besteht aus zwei Teilen: der eigentlichen Stadt an den flach abfallenden Hügeln und der am Seeufer entstandenen Feriensiedlung Punta Navaccia mit Hafen und Badestrand.
Zu den Ortsteilen gehören Borghetto (259 m, gehört mit Badiaccia teilweise zu Castiglione del Lago), Isola Maggiore (260 m), Piazzano und Vernazzano (Vernazzano basso, 275 m).
Die Nachbargemeinden sind Castiglione del Lago, Cortona (AR), Lisciano Niccone, Magione und Passignano sul Trasimeno.

## Geschichte
Im Jahr 217 v. Chr. lieferten sich in der Nähe bei Sanguineto die Truppen Hannibals und das römische Heer die Schlacht am Trasimenischen See, die mit einer vollständigen Niederlage der Römer unter Gaius Flaminius endete. An der historischen Stätte wurde ein Lehrpfad eingerichtet. Die Stationen der Schlacht sind mit Tafeln erläutert. Man findet die Grabstätten der von Hannibal bestatteten dreißig karthagischen Adligen sowie zahlreiche Einäscherungsgräber von römischen und afrikanischen Soldaten.

## Sehenswürdigkeiten

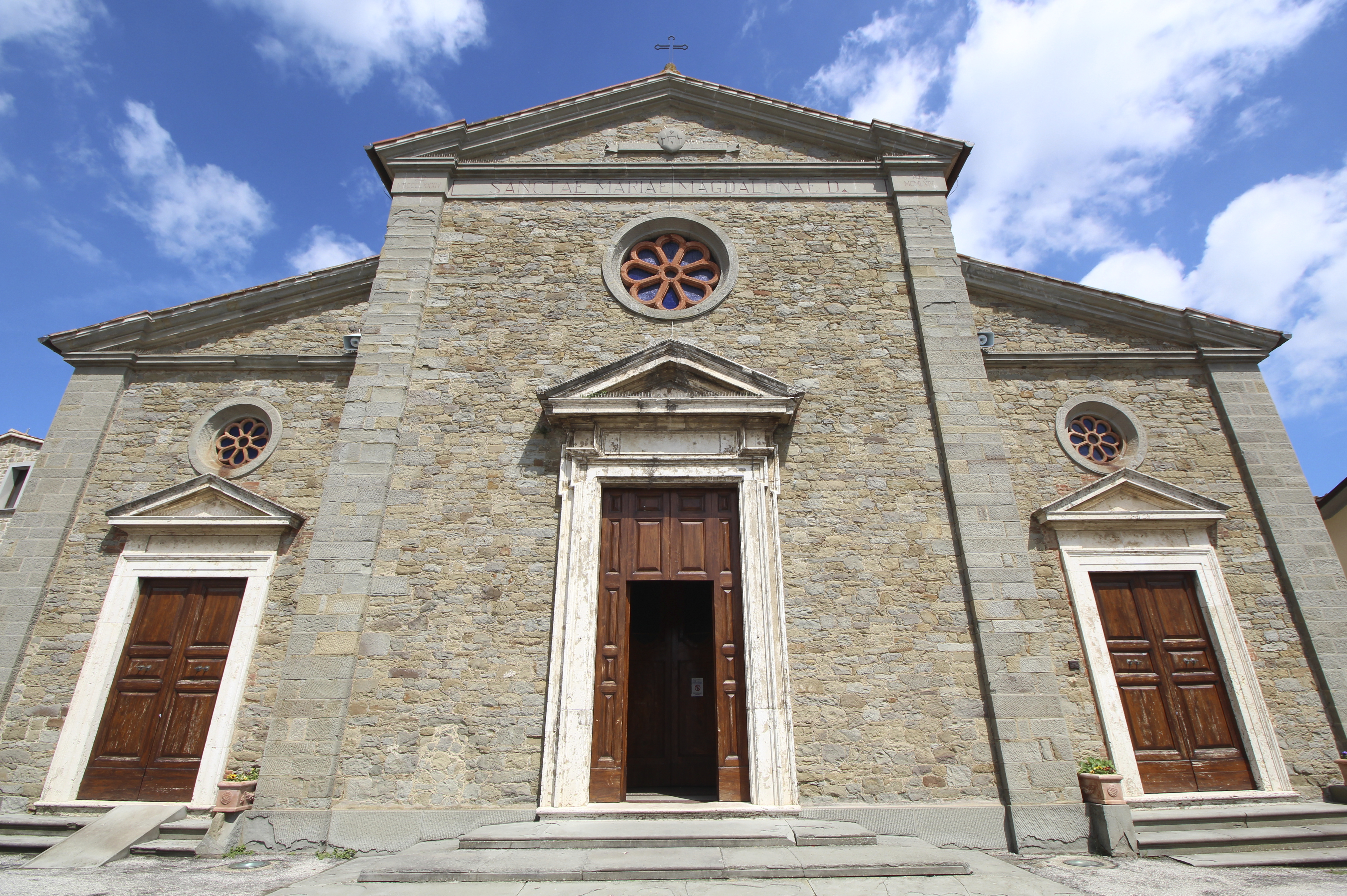
Die Kirche Santa Maria Maddalena im Ortskern

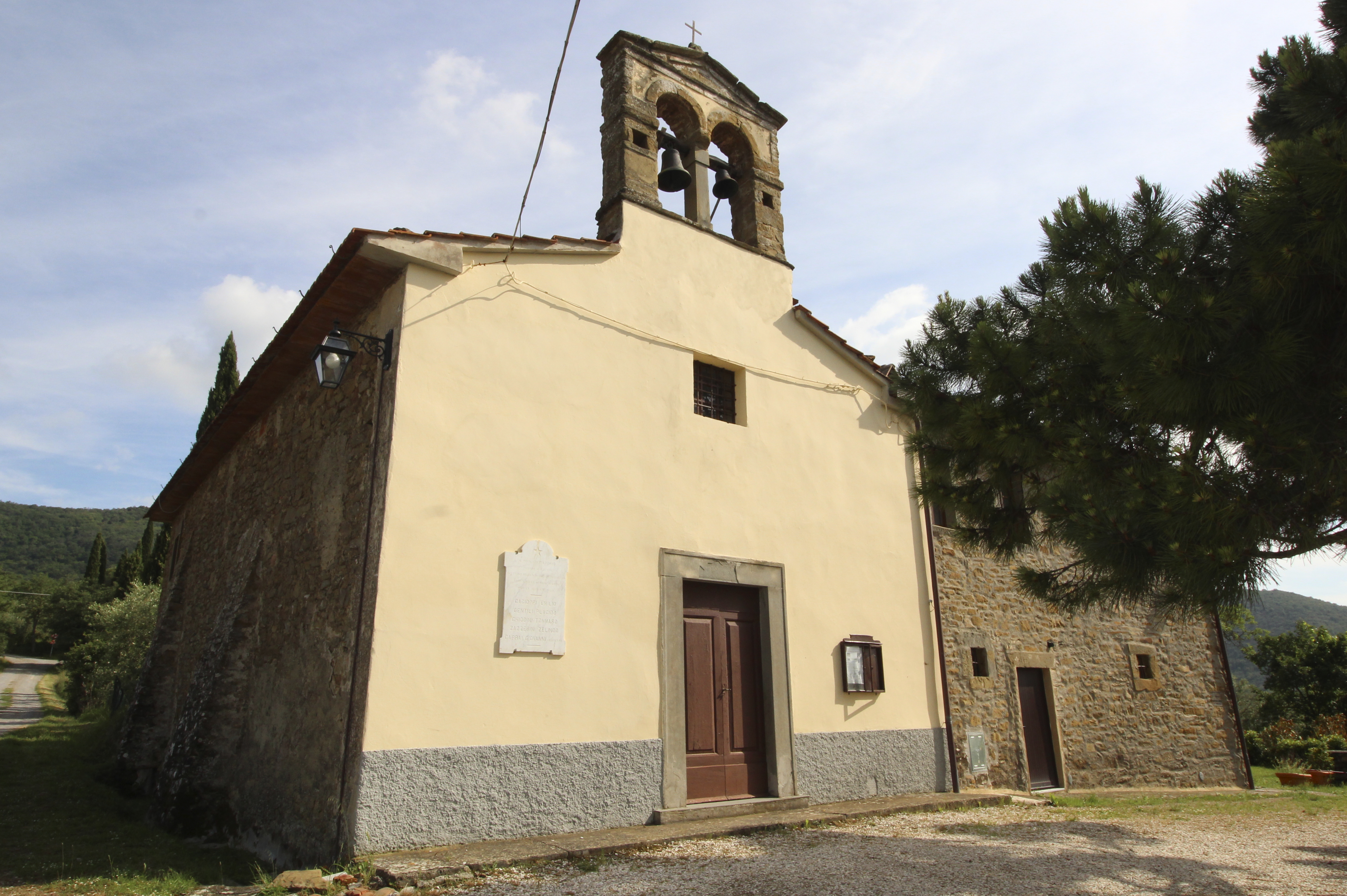
Die Kirche San Cristoforo in Piazzano

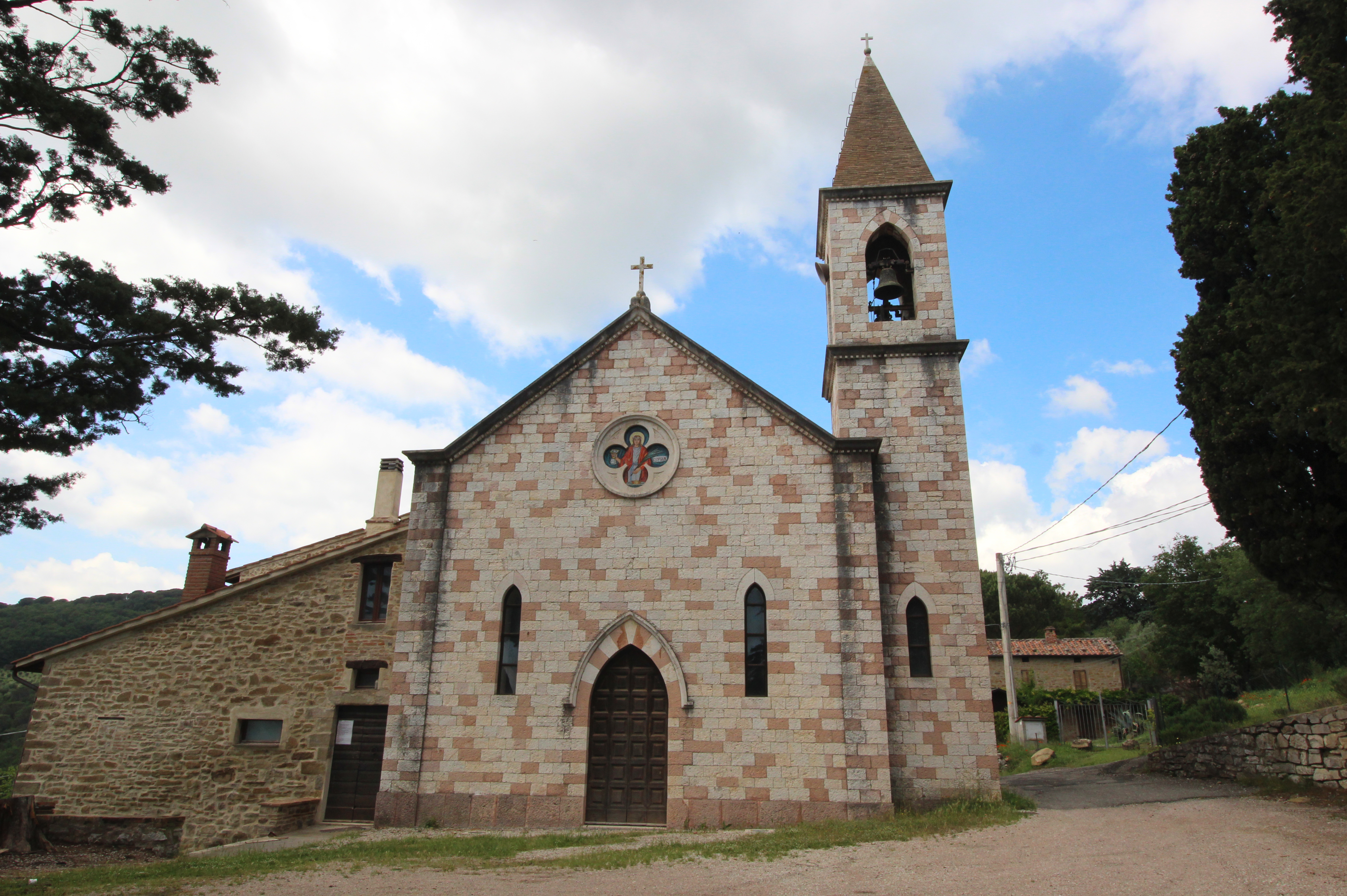
Die Kirche San Michele in Vernazzano

- Campo del Sole, Ausstellungsgelände am Seeufer, in dem 28 große Skulpturen italienischer und internationaler Künstler aus den Jahren 1985 bis 1989 stehen, die an die Hannibal-Schlacht erinnern sollen.
- Santa Maria Maddalena, Kirche im Ortskern. Wurde in der Mitte des 19. Jahrhunderts durch Giovanni Santini neu errichtet.[4]
- Sant’Agata, Kirchenruine auf der Anhöhe kurz außerhalb des Ortes. Gehörte 1238 zur Abtei Farneta und war aktiv bis ins späte 14. Jahrhundert.[5]
- San Martino, Kirche im Borghetto. Wurde 916 erstmals erwähnt, danach 1238 in einem Schriftstück von Gregor IX. dokumentiert. Das heute Erscheinungsbild stammt aus dem 14. Jahrhundert. Das Joch enthält Fresken aus dem Jahr 1567.[6]
- Castello di Montegualandro, Burg aus der zweiten Hälfte des 13. Jahrhunderts, ca. 2 km westlich von Tuoro sul Trasimeno.
- San Cristoforo, Kirche im Ortsteil Piazzano. Wurde 1583 erstmals erwähnt und war bis 1965 Pfarrkirche. Liegt als einzige Kirche des Gemeindegebietes im Bistum Arezzo-Cortona-Sansepolcro.[7]
- Santa Maria di Confine, Kirchenruine in Pieve di Confine. Erstmals erwähnt 1037 als Plebs S. Marie sito Confinio als an der Grenze (Confine) zwischen Cortona und Perugia liegende Pieve.[8]
- San Michele Arcangelo, Kirche der Burg Vernazzano, die seit dem 14. Jahrhundert dokumentiert wurde. Seit 1565 ist ein Taufbecken dokumentiert. Die alte Kirche der Burg wurde 1772 verlassen, im gleichen Jahr wurde die neue Kirche von San Michele Arcangelo geweiht.[9]
- Santa Maria delle Trosce (auch Santa Maria dell’Ospedale), Kirchenruine nahe der ehemaligen Burg von Vernazzano. Die 5,75 m × 7,52 m große Kirche wurde im 15. Jahrhundert erwähnt und enthält die Fresken Natività (1514 entstanden) und Madonna con Bambino.[10]
- Torre Pendente (dt.: schiefer Turm), Turmruine der ehemaligen Burg von Vernazzano, die im 11. Jahrhundert entstand.[11]

## Verkehr
- Der Ort liegt an der Anschlussstelle Tuoro an dem Raccordo autostradale 6.
- Der Bahnhof Tuoro sul Trasimeno (bis 1940 nur Tuoro) liegt an der Bahnstrecke Terontola-Foligno. Der Bahnhof Borghetto di Tuoro liegt im Ortsteil Borghetto im westlichen Gemeindegebiet und liegt an der gleichen Bahnstrecke, wird aber selten angefahren.

## Söhne und Töchter der Gemeinde
- Enzo Coloni (* 1946), Automobilrennfahrer und Rennstallbesitzer

## Gemeindepartnerschaften
Seit 1996 besteht eine Ringpartnerschaft und Städtepartnerschaft mit den Städten und Gemeinden
- Amöneburg, Hessen in Deutschland,
- Château-Garnier in Frankreich
- Tragwein, Oberösterreich, in Österreich